# Ссуда
Ссу́да (безвозмездное пользование) — договор, по которому одна сторона (ссудодатель) обязуется передать или передаёт вещь в безвозмездное временное пользование другой стороне (ссудополучателю), а последняя обязуется вернуть ту же вещь в том состоянии, в каком она её получила, с учётом нормального износа или в состоянии, обусловленном договором.
Существенным признаком договора ссуды является его безвозмездность, при отсутствии которой договор превращается в договор займа, аренды или найма. Другим существенным признаком договора ссуды является право пользоваться ссуженной вещью, чем он отличается от договора хранения, при котором приёмщик вещи не имеет права пользоваться ею.

## История

### Договор ссуды в Древнем Риме
В римском праве договор ссуды (лат. commodatum) являлся реальным договором, то есть договором, который начинал действовать с момента передачи одной стороной другой стороне предмета договора. Договор ссуды состоял в том, что одна сторона (ссудодатель, лат. commodans) передавала другой стороне (ссудополучателю, лат. commodatarius) индивидуально-определённую вещь во временное безвозмездное пользование, а ссудополучатель был обязан вернуть ту же самую вещь по окончании пользования в целости и сохранности.

#### Предмет договора ссуды
В римском праве особо подчёркивалось, что предметом договора ссуды может служить индивидуально определённая, незаменимая и непотребляемая вещь, так как только такую вещь можно вернуть по окончании пользования без замены другой вещью.
Римский юрист Домиций Ульпиан (согласно Дигестам Юстиниана) отмечал следующую особенность ссудных отношений:

Нельзя дать в ссуду вещи, которые при пользовании потребляются, кроме тех исключительных случаев, когда вещи берутся только для выставки и т. п.— Dig. 13.6.3.6

### Ссуда в Империи Инков
Административные чиновники кураки во время неурожайных годов из хранилищ, которые наполнялись урожаями, полученными из полей-чакара правителя Инки, с разрешения самого Инки выдавали пищу бедным людям поселения, и при этом вносили в кипу отчёты о том, что таким образом было получено. Поэтому эти отчисления делались в качестве ссуды, то есть можно утверждать, что у инков существовал институт финансового кредитования. Также все, что, как указывал Педро Сьеса де Леон в своей «Хронике Перу», выдавали отдельным жителям со складов правителя Инки, вручали под отчёт служащим камайос, которые занимались кипу. В кипу было видно, что каждый индеец сделал, и все им сделанное вычиталось у него из подати, которую ему надлежало отдать. Но возвращение займа делалось не теми самыми видами продукции, а оплачивалось разными видами работ. Так же дело обстояло и с выдачей провизии со складов составов для целой общины или провинции:

…если вдруг наступал какой-нибудь неурожайный год, они также приказывали открывать склады и предоставят в заем [prestar] провинциям необходимую провизию, а потом, в год изобилия, те отдавали и поставляли в них [то есть на склады] вновь, согласно своему учёту, определённое количество.— Сьеса де Леон, Педро. Хроника Перу. Часть Вторая. Глава XIX.

## Договор ссуды в России
В Российской Федерации отношения между ссудодателем и ссудополучателем регулируются главой 36 Гражданского кодекса РФ.

### Предмет договора ссуды
Российское законодательство определяет следующее имущество, которое может быть передано в ссуду: земельные участки и другие обособленные природные объекты, предприятия и другие имущественные комплексы, здания, сооружения, оборудование, транспортные средства и другие вещи, которые не теряют своих натуральных свойств в процессе их использования (непотребляемые вещи). В то же время законом могут быть установлены виды имущества, передача которого в ссуду не допускается или ограничивается, и особенности передачи в ссуду земельных участков и других обособленных природных объектов.
Передаваемое имущество должно быть снабжено всеми его принадлежностями и относящимися к нему документами (инструкцией по использованию, техническим паспортом и т. п.), если иное не предусмотрено договором. Если такие принадлежности и документы переданы не были, однако без них вещь не может быть использована по назначению либо её использование в значительной степени утрачивает ценность для ссудополучателя, последний вправе потребовать предоставления ему таких принадлежностей и документов либо расторжения договора и возмещения понесённого им реального ущерба.
В договоре ссуды должны быть указаны данные, позволяющие определённо установить имущество, подлежащее передаче ссудодателем в качестве объекта ссуды. При отсутствии этих данных в договоре условие об объекте, подлежащем передаче в ссуду, считается не согласованным сторонами, а соответствующий договор не считается заключённым.

### Стороны договора ссуды
Сторонами договора ссуды являются ссудодатель и ссудополучатель. Право передачи вещи в безвозмездное пользование принадлежит её собственнику и иным лицам, управомоченным на то законом или собственником. Коммерческая организация не вправе передавать имущество в безвозмездное пользование лицу, являющемуся её учредителем, участником, руководителем, членом её органов управления или контроля.

### Срок исполнения договора ссуды
Договор ссуды заключается на срок, определённый договором. Если срок ссуды в договоре не определён, договор ссуды считается заключённым на неопределённый срок. Если ссудополучатель продолжает пользоваться имуществом после истечения срока договора при отсутствии возражений со стороны ссудодателя, договор считается возобновлённым на тех же условиях на неопределённый срок.

### Права и обязанности ссудодателя
Ссудодатель обязан предоставить вещь в состоянии, соответствующем условиям договора безвозмездного пользования и её назначению. Если ссудодатель не передаёт вещь ссудополучателю, последний вправе потребовать расторжения договора безвозмездного пользования и возмещения понесённого им реального ущерба.
Ссудодатель отвечает за недостатки вещи, которые он умышленно или по грубой неосторожности не оговорил при заключении договора безвозмездного пользования. При обнаружении таких недостатков ссудополучатель вправе по своему выбору потребовать от ссудодателя безвозмездного устранения недостатков вещи или возмещения своих расходов на устранение недостатков вещи либо досрочного расторжения договора и возмещения понесённого им реального ущерба. Ссудодатель, извещённый о требованиях ссудополучателя или о его намерении устранить недостатки вещи за счёт ссудодателя, может без промедления произвести замену неисправной вещи другой аналогичной вещью, находящейся в надлежащем состоянии. Ссудодатель не отвечает за недостатки вещи, которые были им оговорены при заключении договора, либо были заранее известны ссудополучателю, либо должны были быть обнаружены ссудополучателем во время осмотра вещи или проверки её исправности при заключении договора или при передаче вещи.
Ссудодатель отвечает за вред, причинённый третьему лицу в результате использования вещи, если не докажет, что вред причинён вследствие умысла или грубой неосторожности ссудополучателя или лица, у которого эта вещь оказалась с согласия ссудодателя.

### Права и обязанности ссудополучателя
Ссудополучатель обязан пользоваться ссуженным имуществом в соответствии с условиями договора ссуды, а если такие условия в договоре не определены, в соответствии с назначением имущества. Если ссудополучатель пользуется имуществом не в соответствии с условиями договора ссуды или назначением имущества, ссудодатель имеет право потребовать расторжения договора и возмещения убытков.
Ссудополучатель обязан поддерживать вещь, полученную в безвозмездное пользование, в исправном состоянии, включая осуществление текущего и капитального ремонта, и нести все расходы на её содержание, если иное не предусмотрено договором безвозмездного пользования.
Произведённые ссудополучателем отделимые улучшения ссуженного имущества являются его собственностью, если иное не предусмотрено договором ссуды. Стоимость неотделимых улучшений ссуженного имущества, произведённых ссудополучателем без согласия ссудодателя, возмещению не подлежит, если иное не предусмотрено законом.
Ссудополучатель несёт риск случайной гибели или случайного повреждения полученной в безвозмездное пользование вещи, если вещь погибла или была испорчена в связи с тем, что он использовал её не в соответствии с договором безвозмездного пользования или назначением вещи либо передал её третьему лицу без согласия ссудодателя. Ссудополучатель несёт также риск случайной гибели или случайного повреждения вещи, если с учётом фактических обстоятельств мог предотвратить её гибель или порчу, пожертвовав своей вещью, но предпочёл сохранить свою вещь.

### Прекращение договора ссуды
Ссудодатель вправе потребовать досрочного расторжения договора безвозмездного пользования в случаях, когда ссудополучатель:
- использует вещь не в соответствии с договором или назначением вещи;
- не выполняет обязанностей по поддержанию вещи в исправном состоянии или её содержанию;
- существенно ухудшает состояние вещи;
- без согласия ссудодателя передал вещь третьему лицу[1].

Ссудополучатель вправе требовать досрочного расторжения договора безвозмездного пользования:
- при обнаружении недостатков, делающих нормальное использование вещи невозможным или обременительным, о наличии которых он не знал и не мог знать в момент заключения договора;
- если вещь в силу обстоятельств, за которые он не отвечает, окажется в состоянии, непригодном для использования;
- если при заключении договора ссудодатель не предупредил его о правах третьих лиц на передаваемую вещь;
- при неисполнении ссудодателем обязанности передать вещь либо её принадлежности и относящиеся к ней документы[1].

Каждая из сторон вправе во всякое время отказаться от договора безвозмездного пользования, заключённого без указания срока, известив об этом другую сторону за один месяц, если договором не предусмотрен иной срок извещения.
Договор безвозмездного пользования прекращается в случае смерти гражданина-ссудополучателя или ликвидации юридического лица — ссудополучателя, если иное не предусмотрено договором. В случае смерти гражданина-ссудодателя либо реорганизации или ликвидации юридического лица — ссудодателя — права и обязанности ссудодателя по договору безвозмездного пользования переходят к наследнику (правопреемнику) или к другому лицу, к которому перешло право собственности на вещь или иное право, на основании которого вещь была передана в безвозмездное пользование. В случае реорганизации юридического лица — ссудополучателя его права и обязанности по договору переходят к юридическому лицу, являющемуся его правопреемником, если иное не предусмотрено договором.

### Отношения с третьими лицам по договору ссуды
Передача вещи в безвозмездное пользование не является основанием для изменения или прекращения прав третьих лиц на эту вещь. При заключении договора безвозмездного пользования ссудодатель обязан предупредить ссудополучателя о всех правах третьих лиц на эту вещь (сервитуте, праве залога и т. п.). Неисполнение этой обязанности даёт ссудополучателю право требовать расторжения договора и возмещения понесённого им реального ущерба.
Ссудодатель вправе произвести отчуждение вещи или передать её в возмездное пользование третьему лицу. При этом к новому собственнику или пользователю переходят права по ранее заключённому договору безвозмездного пользования, а его права в отношении вещи обременяются правами ссудополучателя.

### История

#### Российская империя
В Российской империи отношения между ссудодателем и ссудополучателем регулировались статьями 2064—2068 первой части десятого тома Свода законов Российской империи. Данные статьи снабжены ссылками на Уложение Алексея Михайловича, но в действительности заимствованы из иностранных кодексов.

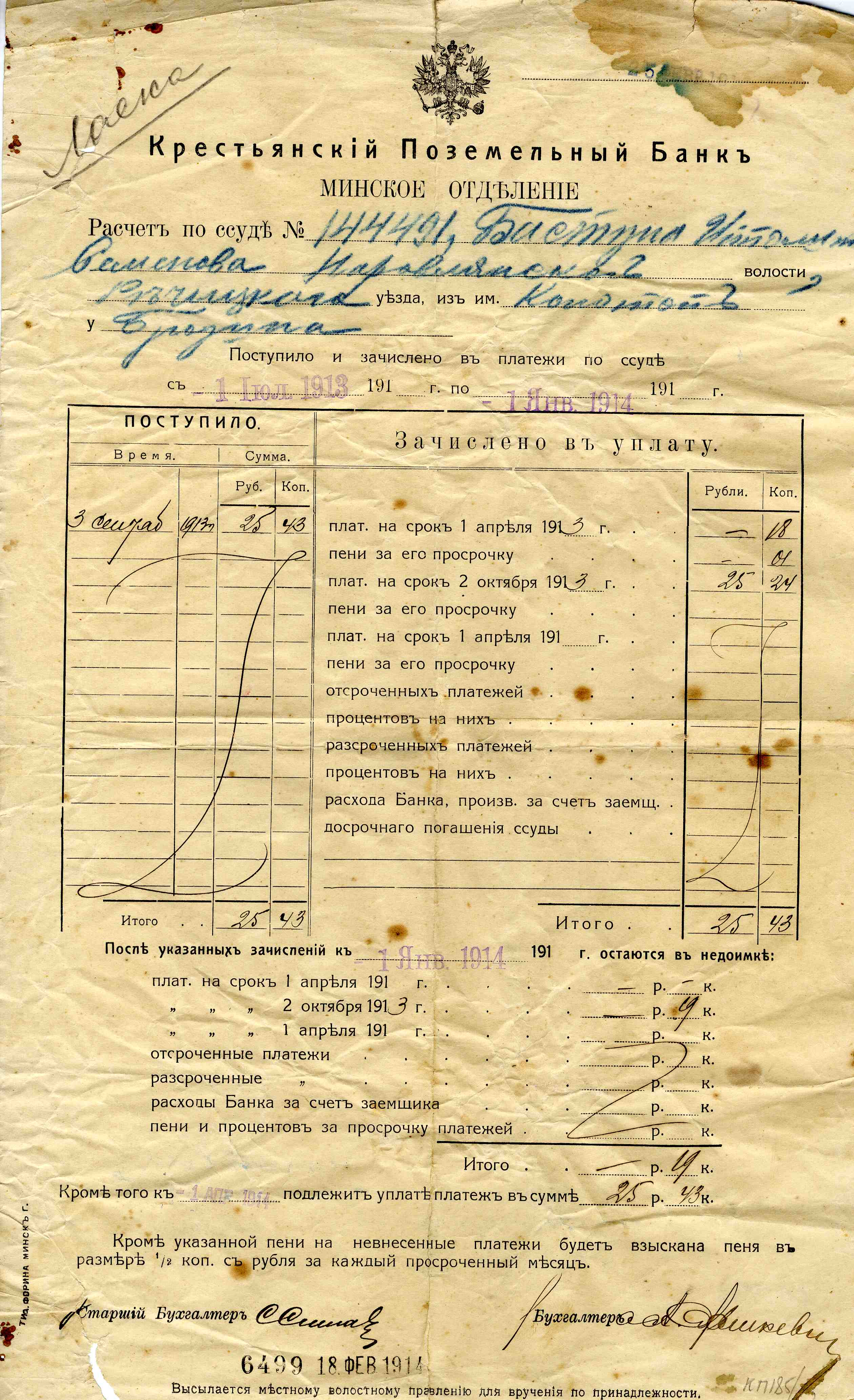
Расчет по ссуде в Минском отделении Крестьянского поземельного банка, 1914 год

По статье 2064, при ссуде имущества «одно лицо уступает другому право пользоваться своим движимым имуществом, под условием возвращения его же самого и в том же состоянии, в каком оное было дано, без всякого за употребление возмездия». Таким образом, ссуда недвижимости русскими законами не допускалась. Содержание ссуды определяется то как «употребление», то как «пользование», так что пользование прибылью от ссуженной вещи законами не исключалось; между тем, и по теории, и по иностранным кодексам, производительная способность вещи не охватывается ссудой и всякого рода приращения, плоды, прибыли принадлежат собственнику вещи.
Существеннейшим признаком ссуды Свод законов считал её безвозмездность. Если образ употребления ссуженной вещи не был определён в договоре, ссудополучатель должен был пользоваться вещью сообразно её предназначению. На ссудополучателя возлагалась обязанность беречь ссуженную вещь и ответственность за нерадение; но до какой степени должно было простираться радение закон не определял.
Решение Гражданского кассационного департамента сената № 89 от 1881 года было разъяснено, что ссудополучатель ответствует перед собственником за гибель или порчу ссуженной вещи, бывшие последствием употребления её, коль скоро употребление было небрежно и обнаруживало нерадение к сохранению вещи в целости; если же утрата вещи произошла без всякой вины со стороны взявшего её в ссуду, а лишь вследствие непредотвратимого случая, то ссудополучатель не несёт никакой ответственности.
В Уложении 1649 года было постановлено, что если платье, данное в ссуду, будет по нерадению испорчено, то оно остаётся у того, кто испортил, а хозяин удовлетворяется деньгами. Это правило, установленное специально для платья, Свод законов обобщил для всех предметов ссуды, так что по смыслу закона ссудодатель в случае значительной порчи вещи, хотя бы и исправленной, может требовать удовлетворения деньгами.
Особой формы для договоров о ссуде не было установлено; кассационная практика допускала и словесные договоры о ссуде. Из безусловной необходимости возвращения ссудодателю той же самой вещи и в том же самом виде, кассационная практика вывела невозможность ссуды потребляемых вещей (например, спирта; решение 1873 г., № 1626). По терминологии законодательства того времени, предметом ссуды могли быть, однако, и деньги или потребляемые вещи, даваемые взаймы. Таковыми были, например, ссуды под залог грузов, ссуды по уставу о народном продовольствии.

#### РСФСР
В РСФСР гражданско-правовые отношения между ссудодателем и ссудополучателем регулировались главой 29 Гражданского кодекса РСФСР. Статья 342 ГК РСФСР следующим образом определяла договор ссуды: по договору безвозмездного пользования имуществом одна сторона обязуется передать или передаёт имущество в безвозмездное временное пользование другой стороне, а последняя обязуется вернуть то же имущество.
Договор ссуды, заключавшийся между гражданами на срок более одного года, оформлялся в письменной форме. Если ссудополучатель продолжал пользоваться имуществом после истечения срока договора при отсутствии возражений со стороны ссудодателя, договор считался возобновлённым на неопределённый срок, и каждая из сторон вправе была в любое время отказаться от договора.
Если договор безвозмездного пользования имуществом заключался между социалистическими организациями, то срок его действия не должен был превышать одного года. Если договор заключался на более длительный срок, он считался заключённым на один год или на иной установленный законом предельный срок.
Закон обязывал ссудодателя предоставить ссудополучателю имущество в состоянии, соответствующем условиям договора и назначению имущества, а ссудополучатель, в свою очередь, обязан был пользоваться имуществом в соответствии с договором и назначением имущества, а также поддерживать нанятое имущество в исправном состоянии, производить за свой счёт текущий ремонт, если иное не установлено законом или договором, и нести расходы по содержанию имущества.
При прекращении договора ссудополучатель обязан был вернуть ссудодателю имущество в том состоянии, в каком он его получил, с учётом нормального износа, или в состоянии, обусловленном договором. В случае допущенного ссудополучателем ухудшения нанятого имущества он должен был возместить ссудодателю убытки, если не смог доказать, что ухудшение имущества произошло не по его вине. В случае произведённого с разрешения ссудодателя улучшения нанятого имущества ссудополучатель имел право на возмещение произведённых для этой цели необходимых расходов, если иное не предусматривалось законом или договором. Произведённые ссудополучателем без разрешения ссудодателя улучшения, если они отделимы без вреда для имущества и если ссудодатель не соглашался возместить их стоимость, могли быть изъяты ссудополучателем. Стоимость улучшений, произведённых ссудополучателем без разрешения ссудодателя и неотделимых без вреда для имущества, возмещению не подлежала.

## Договор ссуды в Германии
В Германии гражданско-правовые отношения между ссудодателем и ссудополучателем регулируются Гражданским кодексом Германии, который действует с 1 января 1900 года. Данным отношениям посвящён шестой титул «Ссуда» (нем. Leihe) восьмого раздела второй части кодекса.
На ссудополучателя кодекс возлагает расходы, необходимые для содержания ссуженной вещи, в особенности расходы по прокорму ссуженного животного. Обязанность ссудодателя возместить остальные расходы определяется по правилам, установленным для представительства без полномочия. Если ссудодатель умышленно умолчал о пороке, имеющемся в ссуженной вещи, он отвечает перед ссудополучателем за ущерб, последним оттого понесённый. Ссудополучатель не отвечает за изменения или ухудшения, последовавшие в ссуженной вещи при употреблении её, согласно договору; но он не должен давать ссуженной вещи никакого иного назначения, кроме того, какое установлено или предположено договором, и не должен также предоставлять употребление её третьему лицу без разрешения ссудодателя.
Требования, относящиеся к возмещению чрезвычайных расходов по сохранению вещи или к вознаграждению за изменения или ухудшения вещи, погашаются шестимесячной давностью со дня возвращения вещи. Если срок для возвращения ссуженной вещи договором не установлен, то обязанность возврата наступает с того момента, когда пользование вещью, согласно назначению, договором предусмотренному, должно или могло кончиться; если же такой момент не может быть установлен, то ссудодатель вправе требовать возврата вещи во всякое время. Ссудодатель может, кроме того, требовать возврата ссуженной вещи: если он по непредвиденным обстоятельствам сам в ней нуждается; если ссудополучатель пользуется вещью вопреки договору, отдаёт её для употребления третьему лицу или по небрежности своей подвергает вещь серьёзной опасности; в случае смерти ссудополучателя.

## Договор ссуды в Японии
Гражданский кодекс Японии так определяет понятие «ссуды»: договор ссуды (яп. 使用貸借) начинает действовать с того момента, когда одна из сторон получает определённую договором вещь от другой стороны, обещая при этом, что он/она вернёт вещь после безвозмездного пользования и безвозмездного получения выгоды (дохода).